# Szelomo Breznic
Szelomo Breznic (hebr.: שלמה ברזניץ, ang.: Shlomo Breznitz, ur. 3 sierpnia 1936 w Bratysławie) – izraelski psycholog, naukowiec i polityk, w latach 2006–2007 poseł do Knesetu z listy Kadimy.

## Życiorys
Urodził się 3 sierpnia 1936 w Bratysławie. Podczas II wojny światowej jego rodzice trafili do obozu koncentracyjnego w Auschwitz, gdzie ojciec został zamordowany, zaś Szelomo wraz ze starszą siostrą Jehudit przeżyli holocaust ukrywając się w sierocińcu prowadzonym przez katolickie zakonnice. W 1949 wraz z matką i siostrą wyemigrował do Izraela.
Służbę wojskową ukończył w stopniu sierżanta. Ukończył psychologię na Uniwersytecie Hebrajskim, w 1960 – studia licencjackie, w 1962 – magisterskie, a w 1965 uzyskał doktorat. Był wykładowcą, a w latach 1977–1979 był rektorem Uniwersytetu w Hajfie. Wykładał także na nowojorskim New School for Social Research.
W wyborach parlamentarnych w 2006 po raz pierwszy i jedyny dostał się do izraelskiego parlamentu z listy Kadimy. W siedemnastym Knesecie zasiadał w komisjach spraw zagranicznych i obrony; kontroli państwa oraz nauki i technologii. Był także członkiem podkomisji przeciwdziałania skutkom trzęsień ziemi oraz alternatywnych źródeł energii oraz specjalnej komisji ds. petycji publicznych. 8 października 2007 zrezygnował z zasiadania w parlamencie, mandat objął po nim Jochanan Plesner.
Jest autorem siedmiu książek naukowych i ponad 60 artykułów. Mieszka w Hajfie.